# Constanzo Beschi
Constanzo Giuseppe Beschi, noto anche con il suo nome tamil di Viramamunivar (வீரமாமுனிவர்), o (in inglese) Constantine Joseph Beschi (Castiglione delle Stiviere, 8 novembre 1680 – Ambazhakad, 4 febbraio 1747), è stato un gesuita italiano, missionario nel sud dell'India, e un famoso poeta nella Lingua tamil.

## Biografia

### I primi anni e la formazione
Nato nel paese di residenza della famiglia di San Luigi Gonzaga (Castiglione delle Stiviere), Beschi ricevette l'istruzione secondaria presso la scuola dei Gesuiti di Mantova. Dopo essere diventato un gesuita, fu trasferito a Ravenna e Bologna e poi, come da sua richiesta, ottenne dal Superiore generale Michelangelo Tamburini di essere mandato in Madurai, missione del Sud dell'India. Partito da Lisbona egli raggiunse Goa nell'ottobre del 1710. Da lì proseguì immediatamente alla volta del Sud dell'India. Arrivò in Madurai nel maggio del 1711.

### In Tamil Nadu (Missione di Madurai)

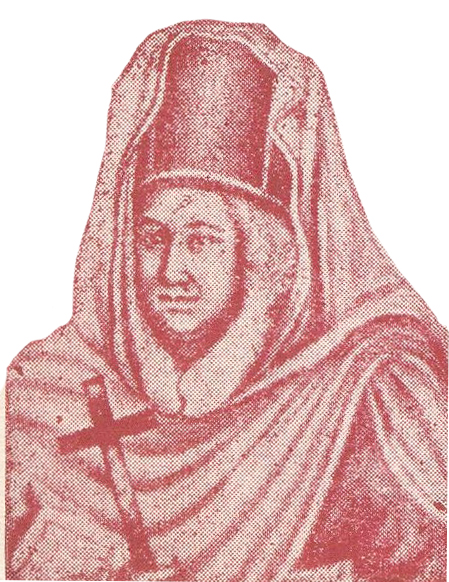
Beschi alla Missione di Madurai.

Durante i primi sei anni, e nonostante il suo lavoro fosse concentrato intorno ad un paese vicino a Tiruchirapalli (Elakurichi) egli visitò diversi importanti centri come Tirunelveli, Ramanathaparam, Thanjavur e naturalmente Madurai, per imparare la Lingua tamil. Negli anni 1714-1715 egli incappò nella persecuzione e sfuggì alla pena capitale grazie all'influenza di un amico Indù. L'ostilità dei re locali gli impedì di visitare le comunità cristiane. Questo gli diede anche più tempo per imparare la difficile lingua Tamil, verso la quale egli mostrò una stupefacente predisposizione. Così egli capì che sarebbe voluto diventare un 'missionario di penna'.

### Inculturazione
Ispirato da ciò che era stato fatto in Cina, Beschi adottò uno stile di vita indiano ed introdusse un pizzico di estetica indù anche nell'architetture cristiana. Così le due chiese che egli costruì (a Konankuppam, e a Elakurichi) sono architettonicamente ispirate ai templi degli indù. Entrambe ora sono degli importanti luoghi di pellegrinaggio cattolico. Egli si fece conoscere come un sannyasi (un asceta indiano) e adottò per sé stesso un abito di color zafferano. La sua facilità nello stringere amicizie, con la sua competenza culturale e il suo ovvio impegno religioso, lo resero molto influente, ed egli sfruttò ciò per proteggere i cristiani da sfruttamento e persecuzione. Si dice che abbia battezzato 12 000 persone. Egli lavorò nell'area di Thanjavur fino al 1738 e dopo si stabilì sulla costa del Coromandel (nel 1740), dove rimase fino alla sua morte.

## Maestro di letteratura Tamil

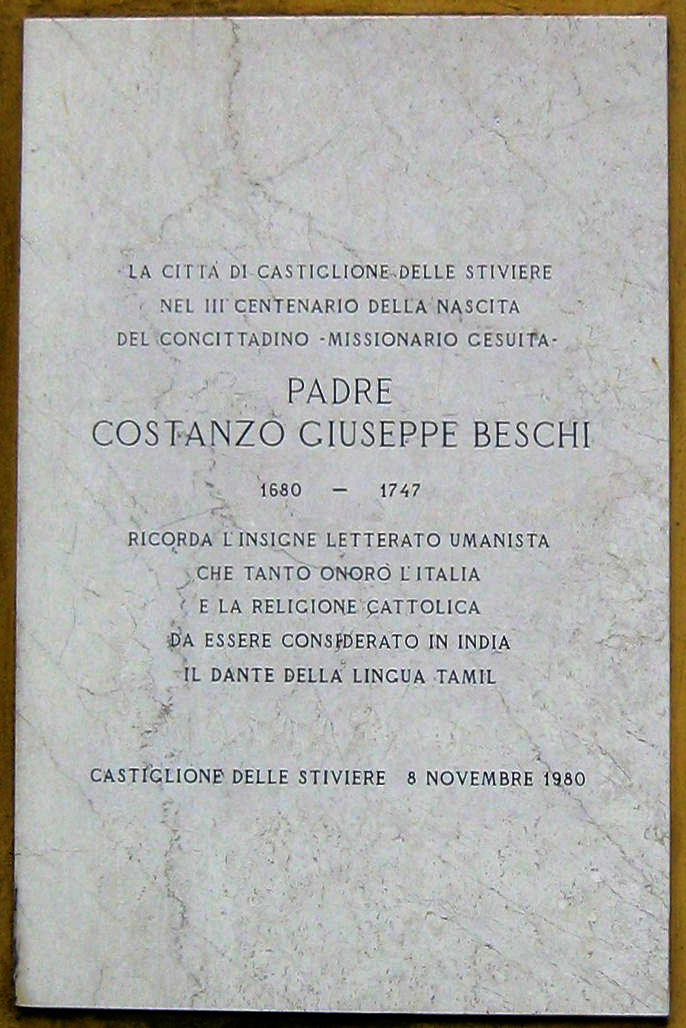
Castiglione delle Stiviere, lapide a padre Beschi.

Anche se egli fu fondamentalmente un missionario, Beschi è anche conosciuto, in un raggio più ampio, come uno dei classici scrittori di letteratura Tamil. Oltre a comporre una grammatica della lingua letteraria Tamil, ha anche scritto una grammatica per il dialetto comune della stessa lingua – il primo a scriverla – che gli è valso il soprannome di 'Padre della prosa Tamil'. Egli compilò diversi dizionari di lingua Tamil, tra i quali un lessico comprendente parole, sinonimi, categorie di parole e rime (சதுரகராதி); un dizionario Tamil-Latino ed uno Tamil-Portoghese. Il suo lavoro più importante rimane il Thembavani (cioè: Ghirlanda imperitura) (தேம்பாவணி), uno straordinario poema epico lungo 3615 stanze, sulla storia della Redenzione e la vita di Gesù Cristo, considerato un classico della letteratura Tamil. Il personaggio principale del poema è San Giuseppe. Egli scrisse un libro dei versi intitolato Kavalur Kalambagam (காவலூர் கலம்பகம்), un trattato grammaticale, Thonnool (தொன்னூல்), e anche Vedhiyar Ozukkam (வேதியர் ஒழுக்கம்) che tratta della formazione dei catechisti e Paramarthaguruvin Kathai. (பரமார்த்த குருவின் கதை), un'opera satirica che fu anche la prima del genere in Tamil.
Per quanto riguarda la prosa, egli ci ha lasciato degli scritti polemici contro i missionari luterani e libri religiosi di didattica per la formazione cristiana. Preparò anche un vademecum informativo per i nuovi missionari arrivati.

## L'uomo del dialogo
Tradizioni locali sono piene di storie circa i dibattiti religiosi che Beschi aveva con gli asceti induisti e le sue vittorie sopra loro. Tuttavia, già il suo Thembavani è una prova del fatto che egli abbia avuto un approccio costruttivo all'Induismo, poiché usa spesso frasi, idee e miti legati all'Induismo. Lo stesso spirito di dialogo e ammirazione per la cultura Tamil lo porta a tradurre e ad ampliare (1730) in lingua latina il famoso Thirukkural, poema epico di Thiruvalluvar. Questa opera in latino ha rappresentato un fatto rivelatore per gli intellettuali europei, che hanno scoperto verità e bellezza in un ambiente totalmente non cristiano.

## Riconoscimento
Beschi è stato senza dubbio uno dei più noti gesuiti nell'India del diciottesimo secolo. Nel 1968 la città di Madras (oggi Chennai) ha eretto una statua di Beschi sul lungomare: un riconoscimento pubblico del suo contributo alla lingua e alla letteratura Tamil.